# Intolerantie (geneeskunde)
Bij intolerantie voor een stof reageert een persoon met een ongewone lichamelijke reactie op het contact met die stof, terwijl diezelfde stof bij anderen gewoonlijk geen bijzondere reactie veroorzaakt. Bij een vergiftiging is er dus geen sprake van intolerantie, omdat een ongunstige reactie in dat geval normaal is.
Men kan onder andere intolerant zijn voor medicijnen, voor alcohol of voor bepaalde voedingsmiddelen. In het laatste geval is er sprake van voedsel-intolerantie. De door de EAACI voorgestelde nomenclatuur kent twee vormen van voedselovergevoeligheid. Bij voedsel-intolerantie wordt gesproken van niet-allergische voedselovergevoeligheid. De andere vorm van voedselovergevoeligheid heet voedselallergie. Los daarvan kennen we nog het begrip malabsorptie, het niet kunnen opnemen van voedingsstoffen.
Pseudo-allergie is een vorm van intolerantie waarbij hetzelfde reactie-mechanisme wordt uitgelokt als bij bepaalde vormen van allergie, echter zonder tussenkomst van het immuunsysteem.
Etymologie: Intolerantie betekent "onverdraagzaamheid" (Latijn: tolerantia = dulden, verdraagzaamheid).

## Verschil tussen voedsel-intolerantie, allergie en malabsorptie
- Bij intolerantie reageert het lichaam ongewoon op een bepaalde stof, zonder dat hierbij het immuunsysteem is betrokken. Dat kan een reactie zijn op een onnatuurlijke of op een natuurlijke stof. Zo kan iemand met fructose-intolerantie geen vruchtensuiker verteren door het ontbreken van de mogelijkheid om het enzym aldolase aan te maken. Hierdoor ontstaan dan stofwisselingsproblemen. In de huisartspraktijk wordt gewoonlijk pas gesproken van intolerantie als er daadwerkelijk klachten optreden.
- Malabsorptie betekent alleen, dat het lichaam een bepaald voedingsmiddel niet kan opnemen. Dat kan komen door een ontbrekend enzym, maar kan ook een andere oorzaak hebben, zoals een ziektetoestand van de darm. Zo kun je problemen hebben met de vertering van fructose, terwijl je toch gewoon het enzym aldolase hebt. Er is dan geen sprake van de (zeldzame) fructose-intolerantie, maar mogelijk van de vrij vaak voorkomende fructose-malabsorptie. Daarbij is de opname van vruchtensuiker door de darmwand gestoord. Beide begrippen worden overigens vaak door elkaar gehaald. Malabsorptie kan ook ontstaan door een verstoorde darmflora of door het gebruik van laxeermiddelen.
- Allergie is iets heel anders. Daarbij reageert het immuunsysteem op een bestanddeel waarmee het in aanraking komt als op een gevaarlijke indringer. Het lichaam maakt dan antistoffen aan, die via het bloed de ingenomen stof proberen te vernietigen.
Vaak is het moeilijk om uit te maken, of iemand lijdt aan een allergie, een malabsorptie of een intolerantie. Dat komt doordat de ziekteverschijnselen erg op elkaar kunnen lijken, hoewel de oorzaken heel verschillend zijn.

## Mogelijke oorzaken van intolerantie
- Pseudo-allergie, veroorzaakt door:
  - Natuurlijke afbraakprodukten van eiwitten in vlees, vis en kaas, zoals histamine en tyramine
  - Andere natuurlijke stoffen in voeding, zoals fenylethylamine (een biogeen amine), schaal- en schelpdieren
  - voedingsadditieven, zoals kleur-, smaak- en conserveringsmiddelen
  - geneesmiddelen, verdovingsmiddelen, contraststoffen voor röntgenopnames, vaccins
- Onvermogen van het lichaam om bepaalde enzymen aan te maken
- Aversie, afkeer van bepaalde voedingsmiddelen (psycho-somatisch)[2]

## Vaak voorkomende klachten bij intolerantie
Bij pseudo-allergie wordt hetzelfde reactiemechanisme in gang gezet als bij een echte allergische (IgE-gemedieerde) reactie. De symptomen zijn daarom hetzelfde en de klachten kunnen uiteenlopen van rinitis, hoesten en ontsteking van de oog-bindvliezen (conjunctivitis) tot astma, netelroos (urticaria) en eczeem; in zeldzame gevallen zelfs anafylaxie. Ook een combinatie van allergie en pseudo-allergie is mogelijk. De klachten zullen dan heftiger zijn.
Bij stofwisselingsziekten, doorgaans stoornissen van de enzymproductie, zullen vaak darmklachten optreden en door onvoldoende opname van voedingsstoffen verlies van lichaamsgewicht.

## Wel of geen intolerantie?
Als men bepaalde klachten heeft, kan men op verschillende manieren proberen er achter te komen of dat komt door intolerantie:
- Contact met de verdachte stof vermijden en kijken of de klachten verdwijnen (eliminatietest).
- Een eliminatie gevolgd door een provocatie (de verdachte stof eerst weglaten en vervolgens opnieuw innemen) en kijken of de verdwenen klachten weer terugkomen.
- Het ondergaan van een intolerantie-test, waarbij in nuchtere toestand een standaard hoeveelheid van de verdachte stof wordt ingenomen, waarna de reactie wordt gemeten. Is het resultaat van de test positief, dan betekent dat, dat men inderdaad intolerant voor die stof is. Om bij dergelijke tests het placebo-effect uit te sluiten moet de test het liefst dubbelblind worden uitgevoerd.
- Het ondergaan van een tolerantie-test. Lijkt op de intolerantie-test, maar als het resultaat hier positief is betekent dat juist, dat de stof wel verdragen wordt en men dus niet intolerant is. In dat geval weet je, dat de oorzaak van de klachten iets anders is.

## Tolerantiedrempel
De tolerantiedrempel is de hoeveelheid die iemand van een bepaalde stof kan innemen zonder klachten te krijgen. De tolerantiegrens is bij ieder verschillend (de een kan beter tegen een bepaalde stof dan de ander).

## Voorbeelden van intolerantie
- Geneesmiddel-intolerantie. Hierbij heeft een persoon een verhoogde gevoeligheid voor een geneesmiddel, waardoor hij er sterker op reageert dan normaal. Meestal komt dat doordat het middel minder snel wordt afgebroken door het onvoldoende functioneren van lever en/of nieren. Daardoor is er langer een hogere concentratie van het geneesmiddel in het bloed. Ouderen krijgen daarom meestal een lagere dosering voorgeschreven.
- Lactose-intolerantie. Bij Lactose-intolerantie ontbreekt het suikersplitsende enzym lactase, dat normaal wordt gemaakt door de cellen in de dunne darm. Daardoor is het lichaam niet in staat om lactose (melksuiker) te verteren. In een cultuur waar weinig melk wordt gebruikt zijn de meeste mensen in meer of mindere mate lactose-intolerant.
- Fructose-intolerantie (HFI). Het lichaam kan het enzym fructose 1-fosfaat-aldolase niet aanmaken, waardoor fructose (vruchtensuiker) niet wordt opgenomen
- Histamine-intolerantie. Door een tekort aan het enzym diaminoxidase (DAO) kan de stof histamine onvoldoende worden afgebroken, waardoor de histamine-spiegel in het bloed te hoog wordt.
- Gluten-intolerantie (coeliakie). Het lichaam verdraagt niet het gluten van de granen in het voedsel. Daardoor ontstaan er ernstige afwijkingen aan het slijmvlies van de dunne darm, waardoor de absorptie van veel voedingsstoffen in het geding komt.
Ondanks de naam hoort gluten-intolerantie eigenlijk niet helemaal in dit rijtje thuis, omdat er ook aspecten van allergie en van auto-immuunziekte aan zitten. We spreken bij coeliakie daarom liever van gluten-overgevoeligheid. Bovendien bestaat er ook een gewone allergische reactie tegen gluten, de officiële glutenallergie. Deze heeft niets te maken met coeliakie.
- Tuinbonen-intolerantie. Sommige mensen kunnen niet tegen een bepaalde stof uit tuinbonen. Als ze toch tuinbonen eten krijgen ze bloedarmoede, omdat hun rode bloedcellen spontaan barsten (favisme), een gevolg van een deficiëntie van het enzym G6PD.

## Pseudo-allergie
Bij een allergie maakt het immuunsysteem antistoffen aan, die mestcellen en/of granulocyten activeren. Deze zetten vervolgens een reactie-mechanisme in gang, waarbij mediatoren worden uitgestort. Bij pseudo-allergie worden deze mestcellen of granulocyten rechtstreeks geactiveerd, zonder tussenkomst van antistoffen. Dit maakt, dat de symptomen bij allergie en pseudo-allergie gelijk zijn.

## Voedingsadditieven

### Kleurstoffen
Natuurlijke kleurstoffen lijken slechts zelden voedselovergevoeligheids-reacties te geven. In voorkomende gevallen gaat het mogelijk om allergische reacties op bijproducten die ontstaan bij de extractie van de kleurstoffen uit de biologische grondstoffen. Reacties op de natuurlijke kleurstoffen zelf zijn niet overtuigend aangetoond, met uitzondering van die op karmijn (E120), dat vaak gelijktijdig wordt gebruikt in bijvoorbeeld cosmetica.
Kunstmatige kleurstoffen, met name de ingewikkelde aromatische verbindingen, kunnen (in aanwezigheid van het conserveermiddel benzoaat) een toename van hyperactiviteit veroorzaken. Dit is aangetoond in een groot onderzoek van McCann et al. (2007). Naar aanleiding van dit rapport heeft de Britse Food Standards Agency geadviseerd om een zestal kleurstoffen te verbieden. Maart 2008 publiceerde een onderzoekscommissie van de EU (European Food Safety Authority, EFSA) een beoordeling met een verslag van een uitgebreide her-analyse van het onderzoek en vergelijking met eerdere onderzoeken. Daarin werden de algemene conclusies in het McCann-onderzoek bevestigd. De invloed van de kleurstoffen wordt echter gering geacht, terwijl de werking niet algemeen voor alle kinderen en alle consumptie-hoeveelheden geldt en de werking niet apart voor de afzonderlijke kleurstoffen is onderzocht.

### Glutamaat
Natriumglutamaat (ve-tsin) is lang verdacht geweest het chinese restaurantsyndroom of dumpingsyndroom op te wekken. Wetenschappelijk onderzoek heeft uitgewezen, dat glutamaat in zijn algemeenheid niet zulke effecten veroorzaakt en niet schadelijk is. Het is echter een belangrijke neurotransmitter en door inname via verschillende natuurlijke en/of onnatuurlijke bronnen kan er een grotere hoeveelheid geconsumeerd worden. In individuele gevallen kan daardoor toch een intolerantie optreden, terwijl ook de gevoeligheid individueel kan verschillen.